# Гойт (Канзас)
Гойт (англ. Hoyt) — місто (англ. city) в США, в окрузі Джексон штату Канзас. Населення — 593 особи (2020).

## Географія
Гойт розташований за координатами 39°14′58″ пн. ш. 95°42′29″ зх. д. / 39.24944° пн. ш. 95.70806° зх. д. (39.249474, -95.708162).  За даними Бюро перепису населення США в 2010 році місто мало площу 1,29 км², уся площа — суходіл. В 2017 році площа становила 1,22 км², уся площа — суходіл.

## Демографія
Згідно з переписом 2010 року, у місті мешкало 669 осіб у 253 домогосподарствах у складі 184 родин. Густота населення становила 520 осіб/км².  Було 269 помешкань (209/км²).
Расовий склад населення:
| - 85,5 % — білих - 9,6 % — корінних американців - 1,2 % — азіатів - 0,1 % — чорних або афроамериканців |

До двох чи більше рас належало 2,7 %. Частка іспаномовних становила 5,1 % від усіх жителів.
За віковим діапазоном населення розподілялося таким чином: 30,8 % — особи молодші 18 років, 58,9 % — особи у віці 18—64 років, 10,3 % — особи у віці 65 років та старші. Медіана віку мешканця становила 34,0 року. На 100 осіб жіночої статі у місті припадало 96,8 чоловіків;  на 100 жінок у віці від 18 років та старших — 90,5 чоловіків також старших 18 років.
Середній дохід на одне домашнє господарство  становив 58 312 долари США (медіана — 48 125), а середній дохід на одну сім'ю — 67 389 доларів (медіана — 65 417). За межею бідності перебувало 9,4 % осіб, у тому числі 11,0 % дітей у віці до 18 років та 5,4 % осіб у віці 65 років та старших.
Цивільне працевлаштоване населення становило 371 осіб. Основні галузі зайнятості: освіта, охорона здоров'я та соціальна допомога — 25,1 %, виробництво — 15,6 %, роздрібна торгівля — 12,4 %, мистецтво, розваги та відпочинок — 10,8 %.